# Juraj Sklenár
Juraj Sklenár (20. února 1744, Spišské Tomášovce - 31. ledna 1790, Bratislava) byl slovenský historik.
Absolvoval Košickou univerzitu, v roce 1764 vstoupil do jezuitského řádu, působil jako gymnaziální učitel v Levoči, Prešově, Košicích, Trnavě a Bratislavě.
Napsal dílo Vetustissimus Magnae Moraviae situs (1784) o poloze Velké Moravy a „obsazení“ vlasti" starými Maďary, které vedlo k nacionalistickým sporům s maďarským historikem I. Katonou. Území Velké Moravy umístil až k území Srbska.

## Dílo
- Vetustissimus Magnae Moraviae situs (1784)
- Rariora naturae Monumenta in Hungariae (1780)